# Frank Jensen
Frank Jensen (Salten, 1956) és un pintor danès.
Frank Jensen va néixer a Salten i va créixer a Copenhaguen. Resideix a Catalunya des del 1991. L'art el va atreure des de molt petit i va tenir en el seu pare, pintor i violinista, el seu primer mestre. Als set anys ja feia aquarel·les. Va estudiar economia, marketing i art. Va treballar com a il·lustrador al seu país, després va viatjar per molts països i, finalment va fer port a Barcelona. La il·lustració a diaris i revistes va ser la seva manera de donar-se a conèixer a Catalunya. La seva obra es troba a fundacions i moltes col·leccions a Catalunya i a l'estranger. Frank Jensen s'enquadra dins de l'expressionisme abstracte i s'emparenta «amb el que feien Mark Rothko o Ad Reinhardt en els anys seixanta i setanta», barrejant el minimalisme i el color.

## Llibres Il·lustrats (selecció)
- Editorial Joventud, "historias d'un vagabundo".
- Editorial Columna, "Faules de la mar".
- Editorial Martines Roca, "La isla perdida"
- Editorial Orbis Fabbri, "Cuentos Universales".
- Editorial EDEBE, "La doble dama".
- Cruïlla, "Quin un en Kamo, I-II.

## Premsa
- El Periòdic de Catalunya, il·lustracions des de 1994.
- Avui, il·lustracions des de 1995.
- Hymsa revistes, il·lustracions.
- Revista Racc, il·lustracions
- El periódico Sport, il·lustracions.